# HR 5256
HR 5256 è una stella nana arancione situata nella costellazione circumpolare settentrionale dell'Orsa Maggiore, ad una distanza di circa 33 anni luce dal Sole.

## Caratteristiche
Ha una tonalità arancione e, avendo una magnitudine apparente di 6,52, è difficile da avvistare ad occhio nudo. La distanza da questa stella è molto vicina a 10 parsec, quindi la magnitudine assoluta di 6,51 è quasi la stessa della magnitudine apparente della stella. HR 5256 si sta avvicinando al Sole con una velocità radiale di 26,4 km/s, e raggiungerà la massima vicinanza al Sole tra circa 333.000 ± 16.000 anni, quando sarà ad una distanza di 12,72 ± 0,65 anni luce.
Questo corpo celeste è una stella K V con una classificazione stellare di K3 V, la quale indica che è in fase di fusione di idrogeno. Ha più di cinque miliardi di anni e gira lentamente con una velocità di rotazione prevista di 4,6 km/s. Si stima che la stella abbia l'82% della massa del Sole e il 78% del suo raggio. Irradia solo il 28% della luminosità solare dalla sua fotosfera ad una temperatura efficace di 4.811 K.